# Convención de Tientsin
Varios documentos conocidos como el "Tratado de Tien-Tsin" se firmaron en Tianjin. 
Durante la segunda guerra del Opio en 1858, la ciudad de Tianjin fue tomada por las tropas franco-británicas.
- en junio de 1858, terminando la primera parte de la segunda guerra del Opio. Dinastía Qing del Imperio chino, el Segundo Imperio francés, Reino Unido,  Imperio ruso, y los Estados Unidos fueron las partes involucradas. Estos tratados abrieron los puertos chinos a los extranjeros, permite delegaciones extranjeras en la capital china, Pekín, permiten la actividad misionera cristiana, y legalizó la importación de opio.

- 1860: Fueron ratificados por el emperador de China en la Convención de Pekín en 1860, después del final de la segunda guerra del Opio.

- 26 de junio de 1874 entre China y el Perú: Convention of Tientsin. Hecha en Tientsin el día 26 del mes de junio del año del Señor, de 1874, correspondiente en la era china al décimo tercio día de la 5.° luna del 13.° año de Tung-Chi. suscritos por Aurelio García y García y Li Hongzhang.[1]

- 1885 entre china y Japón:, Itō Hirobumi negoció la Convención de Tientsin con Li Hongzhang, normalizando las relaciones diplomáticas con la Dinastía Qing en China.